# NGC 5568
NGC 5568 is een spiraalvormig sterrenstelsel in het sterrenbeeld Ossenhoeder. Het hemelobject werd op 27 mei 1886 ontdekt door de Franse astronoom Guillaume Bigourdan.

## Synoniemen
- MCG 6-31-98
- ZWG 191.77
- PGC 51168